# Under en svart sol
Under en svart sol (originaltiel: Qui sème le vent) är en fransk thriller- och kriminaldramaserie som hade premiär på strömningstjänsten Netflix den 9 juli 2025. Första säsongen består av sex avsnitt.

## Handling
Serien handlar om en ung mamma som är på rymmen anklagad för att ha mördat sin nye chef, som visar sig vara hennes riktiga pappa.

## Rollista (i urval)
- Amina Ben Ismail - Noor
- Isabelle Adjani
- Simon Ehrlacher
- Guillaume Gouix